# Житель Каркозы
«Житель Каркозы» (англ. An Inhabitant of Carcosa) — рассказ американского писателя Амброза Бирса. Впервые он был опубликован в информационном бюллетене Сан-Франциско от 25 декабря 1886 года, а затем был переиздан в сборниках «Рассказы о солдатах и гражданских лицах» и «Может ли это быть?» Бирса. Повествование происходит от первого лица человеке из древнего города Каркоза, который просыпается от вызванного болезнью сна и обнаруживает, что заблудился в незнакомой долине.

## Сюжет

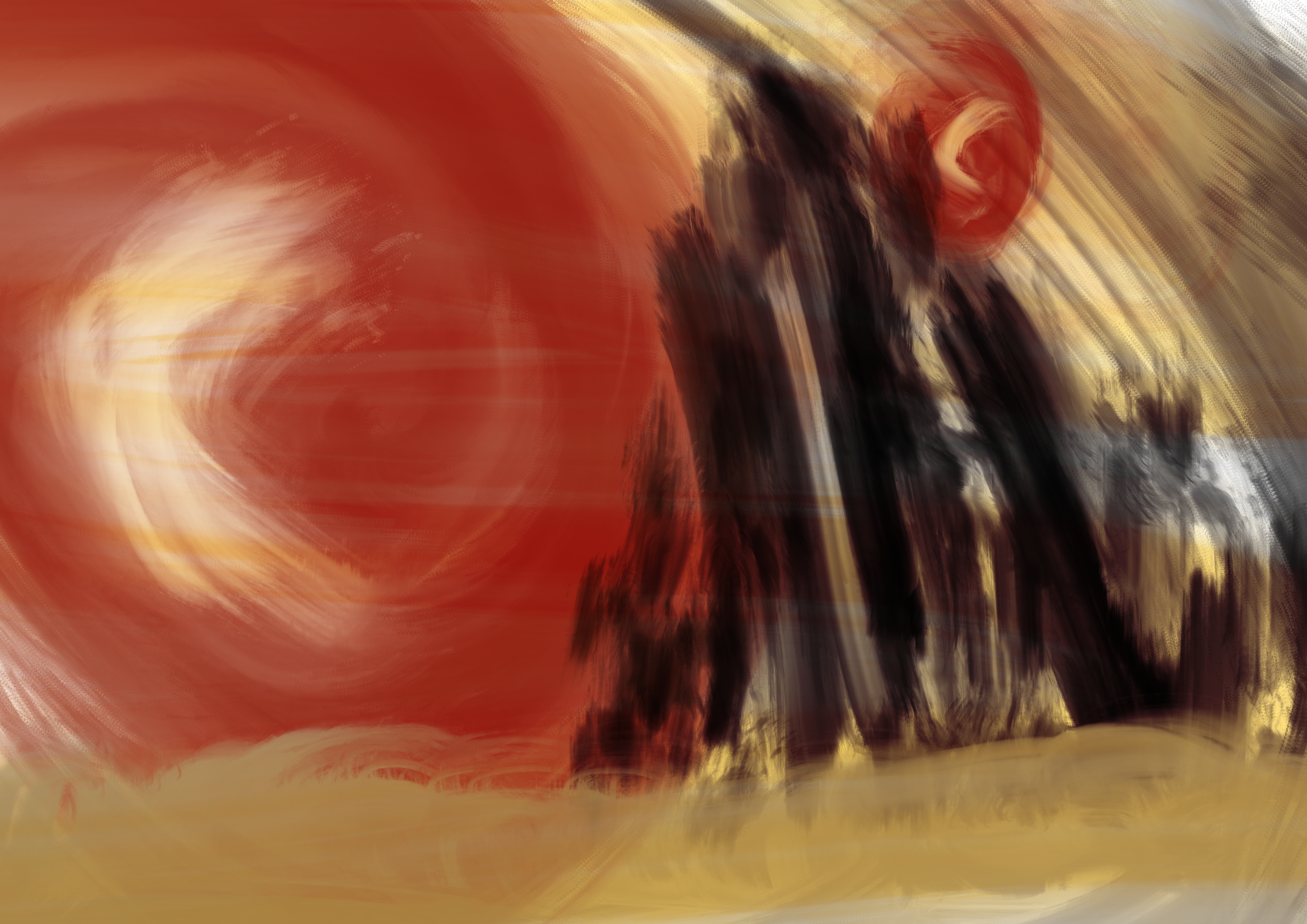
Абстрактное изображение Каркозы с темными башнями, двумя солнцами, туманным озером и странными лунами. Художник Дронебог

Рассказчик — мужчина из города Каркоза путешествует по долине и размышляет над словами философа Хали (англ. Hali) о природе смерти. Он не знает, как попал туда, а последнее что помнит, как лежал больным в постели. Рассказчик беспокоится, что вышел из дома, находясь в бесчувственном состоянии. Мужчина осматривает окрестности и осознает, что холодно, хотя он точно не чувствует холода. Он идет по древней мощеной дороге, которая ведет к руинам древнего города. Вскоре он находит разобранные остатки надгробий и гробниц. Вдруг, он встречает рысь, сову и необычного вида человека, одетого в шкуры животных, с факелом, который игнорирует рассказчика и говорит на непонятном языке. Еще более странным является то, что сейчас должна быть ночь, но рассказчик может видеть так же ясно, как днем. Мужчина сидит возле дерева, корнями которого увиты могилы. Глядя на полуразрушенную надгробную плиту, он видит свое имя, дату своего рождения и дату своей смерти. Неожиданно для себя он понимает, что мертв и находится среди руин «древнего и легендарного города Каркоза».
В сноске в конце рассказа говорится: «Таковы факты, изложенные медиуму Байроллесу духом Хосейба Алара Робардина».

## Вдохновение
Вероятно название города было вдохновлено французским городом Каркассон (франц. Carcassonne).

## Влияние
Впоследствии название Каркоза было заимствовано Робертом Чемберсом в качестве места действия его вымышленной пьесы «Король в желтом» и широко фигурирует во многих рассказах из одноименной книги.
Ссылаясь на «Короля в желтом», Каркоза упоминается в первом сезоне сериала «Настоящий детектив».
Рассказ вдохновил Филипа Хосе Фармера на создание «Вымышленной древней африканской империи Хокарса» в его фантастических романах «Хадон из древнего Опара», «Бегство в Опар» и «Песнь о Квасине».
В трилогии «Иллюминатус!» Роберта Ши и Роберта Антона Уилсона город Каркоза упоминается при описании теории относительности «ДО Эйнштейна» .
«Житель Каркозы» был включен в антологию «Зал славы фэнтези» (1983), составленную Робертом Сильвербергом и Мартином Гринбергом из рассказов, отобранных членами «Всемирной конвенции фэнтези» в 1981 и 1982 годах.